# Rôle de la communauté internationale dans le génocide des Tutsi au Rwanda
À partir de juin 1992, sous la pression diplomatique internationale, des négociations de paix entre les exilés du Front patriotique rwandais et le gouvernement rwandais pour mettre un terme à la guerre civile débutée en 1990, débouchèrent sur une suite d'accords signés de juillet 1992 à août 1993, les Accords d'Arusha. Ces accords débutèrent par un cessez-le-feu, puis une série de dispositions politiques et militaires pour intégrer dans la société rwandaise les exilés de la diaspora rwandaise. Fin 1993, l'ONU mit en place une mission d'assistance au maintien de la paix, la MINUAR, afin de veiller à leur application. L'opposition dure aux accords d'Arusha, directement liée au pouvoir rwandais, ne fut pas intégrée dans ces accords de paix[Quoi ?].
La situation ne s'améliora pas sur le terrain. Les étapes politiques prévues par les accords d'Arusha furent retardées et un climat entretenu par des attentats politiques et des massacres de Tutsi s'installa. La MINUAR envoya rapport sur rapport pour demander l'autorisation de procéder des dispositions préventives et des équipements efficaces. Dans ce climat, l'attentat du 6 avril 1994, non élucidé, fut l'occasion de déclencher le massacre des responsables démocrates Hutu favorables aux accords d'Arusha, et simultanément le génocide des Tutsis. Dix casques bleus belges de la Minuar furent massacrés par la garde présidentielle rwandaise dès le 7 avril 1994. Les « résolutions » prises par le Conseil de sécurité de l'ONU du 21 avril 1994 au 22 juin 1994 furent très controversées et donnèrent lieu à ce que des rescapés du génocide, et de nombreux commentateurs, appelèrent « l'abandon (ou la lâcheté) de la communauté internationale ».
L'ONU et sept pays semblent plus directement impliqués au Rwanda :
- À l'ONU, le secrétaire général Boutros Boutros-Ghali n'informe pas le Conseil de Sécurité du fax de Roméo Dallaire envoyé à son supérieur Maurice Baril[1], [2], [3].
- 1 - La Belgique qui avait administré le Rwanda de 1923 à 1962, garde de nombreux liens et une présence dans le pays à travers ses coopérants. Sa participation militaire est déterminante au sein de la MINUAR (1993 - 1996).
- 2 - Le Burundi, à la frontière sud, dont la langue, la culture, les conflits et l'histoire coloniale présente des similitudes avec le Rwanda. Le Burundi venait aussi de perdre son président dans l'attentat du 6 avril 1994.
- 3 - Les États-Unis ont fait la guerre à l'emploi du mot génocide[4] pour annuler la Minuar et rapatrier les casques bleus, permettant à l’armée de Paul Kagame de prendre Kigali. Ce dernier a reçu un stage de commandement militaire (Command Staff) à Fort Leavenworth au Kansas de juin à octobre 1990.
- 4 - En France, après la fin de l'opération militaire Noroît, lancée par François Mitterrand le 2 octobre 1990 à l'insu de son Premier Ministre, et de son gouvernement, qui a appris le lancement de l'opération seulement le lendemain dans les médias[5]. Le gouvernement d'Édouard Balladur ne dispose plus que de quelques dizaines d'officiers et attachés militaires sur place, au titre d'accords d'assistance militaire de 1975 et non concernés par l'accord de cessez-le-feu de juillet 1992. La France continua d'entretenir des relations politiques et diplomatiques étroites avec le Président hutu Juvénal Habyarimana, puis avec le gouvernement intérimaire créé le 8 avril 1994, responsable du génocide.
- 5 - L'Ouganda, à la frontière nord, où se constitua le Front patriotique rwandais (FPR), mouvement d'exilés tutsi et de quelques opposants hutu, qui attaqua militairement le Rwanda pour retourner dans leur pays natal en octobre 1990[6] puis le lendemain matin de l’attentat du 6 avril 1994.
- 6 - Le Vatican et l'Église catholique romaine occupaient une place prépondérante au Rwanda depuis la colonisation, notamment dans l'organisation sociale, l'éducation et l'animation culturelle du pays.
- 7 - Israël a vendu au gouvernement hutu d'importantes quantités d'armes qui ont été utilisées pour perpétrer le génocide[7]. En 2016, la Cour Suprême israélienne a décidé que les archives des ventes d’armes d’Israël au Rwanda pendant le génocide de 1994 resteraient scellées et dissimulées au public, afin de ne pas nuire à la sécurité d'Israël et à ses relations internationales[8].

Au-delà de ces pays, l'ensemble de la communauté internationale, à travers les médias, les sociétés civiles et des décisions de l'ONU éprouva les limites de ses capacités dans la mise en œuvre de la Convention pour la prévention et la répression du crime de génocide, adoptée à l'unanimité à l'Assemblée générale des Nations unies en décembre 1948 après la prise de conscience internationale du génocide des Juifs pendant la seconde Guerre mondiale.

## La Belgique
La Belgique a été extrêmement choquée par les événements de 1994. En tant qu'ancienne puissance coloniale elle suivait avec intérêt les événements de ce pays. À la veille du génocide, la Minuar était composée pour moitié de soldats belges. Un ministre de Belgique, était venu en visite en février 1994, à un moment où selon certaines sources difficiles à vérifier[Lesquelles ?], le déclenchement du génocide aurait été imminent. Rien ne permet de dire si cette visite a retardé ce déclenchement. Le rapport du Sénat de Belgique a recensé « 19 documents dans lesquels il est question d'un plan machiavélique, d'un plan de déstabilisation ou de massacres possibles. Deux de ces documents mentionnent explicitement la possibilité d'un génocide, deux autres la suggèrent (52c), trois éléments sur la constitution d'une liste d'exécution, 11 sur la formation paramilitaire des milices hutues, 13 sur le boycottage des accords d'Arusha et 17 sur la distribution d'armes à la population par les autorités » rwandaises.

### La méthode administrative de la colonisation belge
Après avoir envahi le Rwanda en 1916 – alors colonie allemande –, la Belgique se vit confier un mandat par la SDN en 1923. Pour des raisons qui tiennent à l'état des théories anthropologiques du monde occidental contemporain des années 1920-années 1930, la Belgique institua au Rwanda et au Burundi, administrés en une seule entité, un régime colonial qui divisa en « races » la population du pays et « institutionnalisa » la domination administrative des Tutsi sur les Hutu et sur les Twa. Cette politique s'est matérialisée par la mise en place d'une carte d'identité ethnique et la désignation systématique de notables Tutsi comme administrateurs coloniaux dans les régions du Rwanda. Les Tutsi ont dans leur grande majorité accepté sans objection cette idéologie qui les favorisait.

### Les résistances belges à la décolonisation
Lorsqu'au cours des années 1950, la monarchie tutsi revendiqua l'indépendance, la Belgique renversa son alliance avec les Tutsi au profit des Hutu. À la suite d'évolutions intellectuelles, sous forme de théologie raciale de la libération[pas clair] les Hutu au sein de l'Église catholique coloniale au Rwanda, elle détourna les frustrations Hutu contre les privilèges qu'elle avait accordés à ses relais coloniaux tutsi[réf. nécessaire]. Les Tutsi devinrent la cible de la colère populaire, dès 1959 et le motif d'une revendication identitaire Hutu, pleinement soutenue par l'Église catholique romaine et le pouvoir monarchique belge dans l'intention de maintenir la présence coloniale belge au Rwanda.
Mais la Belgique fut contrainte par les institutions internationales et la pression montante dans le pays d'accorder l'indépendance au Rwanda en 1962. Les Tutsi devinrent l'objet de discriminations (quotas stricts pour l'accès aux universités et à la fonction publique par exemple) et de persécutions, perçues en Europe. Le 4 février 1964, le quotidien français Le Monde publie un article d'un assistant technique suisse, Mr Vuillemin intitulé « L'extermination des Tutsi, les massacres du Ruanda sont la manifestation d'une haine raciale soigneusement entretenue. ».

### Le retour belge au début des années 1990
En octobre 1990, après l'attaque du FPR au nord du pays, la Belgique intervient au Rwanda conjointement avec la France, pour protéger et évacuer les ressortissants étrangers. Mais contrairement à la France, devant la vague d'arrestations arbitraires de 8 à 10 000 Tutsi, la Belgique prend ses distances avec le régime rwandais et retire ses troupes rapidement.
Lorsque l'ONU décide de constituer la Minuar en 1993 une mission pour soutenir l'application des accords d'Arusha au Rwanda, la Belgique fournit la moitié du contingent de casques bleus.
les Belges de la Minuar sont soupçonnés par certains dirigeants hutus de travailler pour le FPR et sont l'objet de campagnes de dénigrement dans les médias avant le génocide qui ont pour conséquence un « climat antibelge ».

### L'échec de l'engagement belge
Après l'attentat du 6 avril 1994, la radio des Mille Collines diffusa la rumeur que les soldats belges de la Minuar en étaient l'auteur. Dix soldats belges, assignés par la Minuar à la protection de la Première ministre (qui fut assassinée aussi), furent capturés et assassinés par la Garde présidentielle rwandaise le 7 avril 1994. Cet épisode dramatique plongea la Belgique dans la consternation.
Dès le 7 avril, la Belgique demanda à l'ONU une extension du mandat de la Minuar pour évacuer ses 1520 ressortissants, mais pas pour protéger les Rwandais menacés. Les autorités rwandaises refusent une intervention de la Belgique, soupçonnée d'être à l'origine de l'attentat, et préfèrent une intervention française. On peut lire dans le rapport du sénat belge ces propos de l'ambassadeur belge le 12 avril 1994 : « Nous nous préoccupons surtout :  du personnel qui a travaillé pour nous ;  de certaines personnalités associées au processus de démocratisation ; des ecclésiastiques. » Le rapport poursuit : « Finalement, l'opération « Silver Back » débutera le 10 avril et se terminera le 15 avril, lorsque les derniers civils belges auront quitté le Rwanda. »
Déçue par le manque de soutien à l'ONU pour renforcer la Minuar, la Belgique décide son désengagement de la Minuar. Dans la foulée, l'ONU entérine la décision belge et le 21 avril 1994 la résolution 912 du Conseil de sécurité des Nations unies réduit la Minuar à 270 observateurs. Un informateur, appelé « Jean-Pierre » par le général Dallaire, avait annoncé début 1994 à la Minuar ce projet de s'en prendre à des soldats belges pour les chasser et affaiblir le potentiel de résistance internationale au génocide.

### Le temps de la réflexion politique et les suites judiciaires en Belgique
Après le génocide, la Belgique, traumatisée et divisée[réf. nécessaire], engagea une réflexion parlementaire. Le sénat de Belgique institua une Commission d'enquête parlementaire qui enquêta et rédigea un rapport parlementaire publlé en décembre 1997.

« Le 6 avril 2000, le Premier ministre belge Guy Verhofstadt assista à Kigali à la cérémonie commémorant le sixième anniversaire du génocide. Il saisit l’occasion de faire des excuses après six ans et « d’assumer la responsabilité de mon pays », d’après ce que l’on a appris par la suite « au nom de mon pays et de mon peuple, je demande pardon. »

La Belgique, après le génocide, montre une détermination à engager des poursuites judiciaires liées aux évènements de 1994 au Rwanda. Elle suit deux objectifs :
- Retrouver et punir les auteurs du meurtres des 10 casques bleus belges
- Poursuivre et juger des auteurs du génocide qui se trouvent sur son sol

Pour le premier objectif un procès a eu lieu en 2007 contre un officier rwandais, Bernard Ntuyahaga, accusé de l'assassinat de la première ministre rwandaise et d'avoir capturé, transporté et assassiné les casques bleus au camp militaire de Kanombe. Il a été condamné à 20 ans de prison.
Pour le deuxième objectif, la Belgique s'est doté d'un dispositif juridique lui donnant une compétence universelle pour juger des crimes contre l'humanité. En 2001, quatre Rwandais ont été jugés et condamnés pour crimes de génocide par la justice belge,.

## La France
La France s'est intéressée au Rwanda à partir de 1963, date de signature de premiers accords dans le domaine culturel. À partir de 1975 des accords pour la formation de la gendarmerie rwandaise accroît l'influence de la France au Rwanda. François Mitterrand accentuera encore cet engagement de la France en entretenant des relations plus étroites avec Juvénal Habyarimana dès le début de son premier septennat.

### «Les accords particuliers d'assistance militaire» du 18 juillet 1975
Le 18 juillet 1975, Valéry Giscard d'Estaing avait signé avec le président Juvénal Habyarimana des accords de coopération pour la formation de la gendarmerie rwandaise. Cet accord stipulait dans son article 3 des limites très précises : “ ils (les militaires français) ne peuvent en aucun cas être associés à la préparation ou à l’exécution d’opérations de guerre, de maintien ou de rétablissement de l’ordre ou de la légalité ”,. Ensuite le président François Mitterrand et le président Juvénal Habyarimana tissèrent des « liens d'amitiés » entre les deux pays.
Le 20 avril 1983, un amendement à l'article 3 de l'accord de 1975 permit aux militaires français chargés de la formation de la gendarmerie rwandaise de servir « sous uniforme rwandais » et supprima les prudentes limites citées plus haut,. Dès le début de l'invasion des exilés Tutsi venus de l'Ouganda le 1er octobre 1990, le président Habyarimana appellera la France à le soutenir militairement, bien que, contrairement à une idée répandue, les accords signés entre les deux pays ne soient pas des accords de défense, mais seulement des accords de formation de la gendarmerie rwandaise. S'il y a eu des accords de défense, ils n'ont pu être que des accords oraux, d'homme à homme, entre François Mitterrand et Juvénal Habyarimana.

### L'opération Noroît
Le 1er octobre 1990, le FPR entre au Rwanda. Aussitôt le Président Juvénal Habyarimana demande à son homoloque français, François Mitterrand, de l'aider à contrer cette offensive. L'armée française lance l'Opération Noroît le 4 octobre. L'offensive du FPR laissant craindre pour la sécurité des ressortissants français au Rwanda, les dirigeants français de l'époque décident de monter une opération avec le triple objectif de protéger l’ambassade de France, d'assurer la protection des ressortissants français, et, le cas échéant, de participer à leur évacuation.
L'opération Noroît devait être temporaire, mais elle se déroulera de 1990 à 1993. Elle sera toujours justifiée du côté français par la nécessité d'honorer les accords de formation de la gendarmerie rwandaise et celle d'aider le Rwanda à combattre une agression extérieure venue de l'Ouganda. On parlera même d'accords de défense alors que leur existence n'a jamais été établie par les autorités des deux pays.
Le FPR de son côté ne cessera d'accuser la France de le considérer comme ennemi pendant cette période, de ne pas être neutre et de se rendre complice des massacres à caractère génocidaire exécutés par les autorités rwandaises et dénoncés comme tel par des ONG et l'ONU. En réponse la France et le Rwanda accusent le FPR de massacres encore plus graves mais dont l'étendue ne sera pas confirmée par les enquêtes de l'époque. L'étendue de ces massacres du FPR continue aujourd'hui d'être l'objet d'une vive controverse en France. Son objet est lié à la justification du bien-fondé de la politique française au Rwanda pendant l'opération Noroît.
Le 12 juillet 1992 le premier accord d'Arusha est signé. Il prévoit, dans son article 2, deux points qui concernent directement la France :
« 2. La suspension des approvisionnements en munitions et en tout autre matériel de guerre sur le terrain ; »
« 6. Le retrait de toutes les troupes étrangères après la mise en place effective du Groupe d'observateurs militaires neutres (GOMN), à l'exception des coopérants militaires se trouvant au Rwanda suite aux accords bilatéraux de coopération ; »
Le GOMN est mis en place le 11 août 1992. L'armée française devait donc quitter le Rwanda à partir de cette date, contrairement  à l'idée répandue qu'elle devait passer la main à la MINUAR des Nations unies.
Après le génocide on accuse aussi la France d'avoir formé des miliciens à travers l'opération Noroit, ce que la France a toujours refusé d'admettre.

### Le retrait devant l'arrivée de la Minuar
le 4 août 1993 les derniers accords d'Arusha sont signés. le FPR et ses alliés n'ayant accepté de signer les accords d'Arusha qu'à la condition sine qua non que les troupes françaises quittent le Rwanda dès la mise en place du GOMN (11 aout 1992).
La France se décide à honorer l'accord du 12 juillet 1992 et d'évacuer le contingent de Noroît. L'armée française quittera le Rwanda en décembre 1993. Quelques dizaines d'assistants militaires resteront au Rwanda pour des opérations de maintenance technique selon les députés français et tel que prévu par l'article 2.6 du premier accord d'Arusha : « à l'exception des coopérants militaires se trouvant au Rwanda suite aux accords bilatéraux de coopération » de 1975.

### L'opération Amaryllis
À partir du 6 avril 1994, trois coopérants militaires français (deux sous-officiers de Gendarmerie et l'épouse de l'un d'entre eux) ont été assassinés à Kigali dans les heures qui ont suivi l'attentat.
Le 8 avril 1994, deux jours après l'attentat contre le président Habyarimana, la France déclenche l'opération Amaryllis pour permettre l'évacuation sécurisée de 1500 ressortissants, essentiellement occidentaux, ainsi que des membres de la famille du président. Certains rescapés rwandais ont vivement critiqué cette opération qui, selon des témoignages, n'incluait pas l'évacuation des Rwandais menacés par les massacres, même lorsqu'ils étaient employés par les autorités françaises. En revanche les troupes françaises ont assuré l'évacuation de près de 400 personnes presque exclusivement des personnes proches du régime d'Habyarimana, y compris Mme Habyarimana et sa famille.
La Mission parlementaire d'information sur le Rwanda a entendu plusieurs points de vue contradictoires sur ce sujet. L'ambassadeur Marlaud s'est élevé contre les accusations de discrimination dans les évacuations et il  a été fait état d'un télégramme du 11 avril venant de Paris : “ le département vous confirme qu’il convient d’offrir aux ressortissants rwandais faisant partie du personnel de l’ambassade (recrutés locaux), pouvant être joints, la possibilité de quitter Kigali avec les forces françaises ”. En revanche plusieurs témoignages ont apporté des éléments indiquant que très peu de soutiens ont été apportés aux victimes du génocide en cours :
- L'historien Gérard Prunier a indiqué qu'à sa connaissance, une seule personnalité d'opposition au régime Habyarimana a pu trouver refuge à l'ambassade de France[35].
- M. Michel Cuingnet, alors Chef de la Mission civile de coopération, "a souligné le refus d’évacuation des employés du centre culturel " et a fait état de "l’empressement mis à évacuer les proches d’Habyarimana, comme M. Nahimana, responsable de la Radio des Mille Collines"[35]
- Le rapport conclut qu'il "semble donc qu’en l’espèce, il y ait bien eu deux poids et deux mesures et que le traitement accordé à l’entourage de la famille Habyarimana ait été beaucoup plus favorable que celui réservé aux employés tutsis dans les postes de la représentation française -ambassade, centre culturel, Mission de coopération"[35]

Un autre aspect est l'objet d'une vive controverse. Il s'agit, selon les députés français, de « la non interposition face aux massacres » :
« Les militaires français ont, quant à eux, exécuté les missions d'évacuation des ressortissants français et étrangers qui leur avaient été assignées, respectant strictement les ordres d'opérations. Les documents recueillis par la Mission concernant les conditions d'exécution de l'opération Amaryllis indiquent, s'agissant des rapports entretenus avec la presse, que les médias ont été très présents dès le deuxième jour de l'opération. Ils précisent que le COMOPS a facilité leur travail en leur faisant deux points de presse quotidiens et en les aidant dans leurs déplacements, mais avec un souci permanent de ne pas leur montrer des soldats français limitant aux seuls étrangers l'accès aux centres de regroupement sur le territoire du Rwanda ou n'intervenant pas pour faire cesser des massacres dont ils étaient les témoins proches. »
Le 14 avril l'opération Amaryllis est terminée.

### L'opération Turquoise
La France fut très active à l'ONU dans les discussions sur le renforcement de la Minuar en mai 1994. Devant l'inertie de la communauté internationale, elle obtint difficilement l'aval de l'ONU, pour conduire l'opération Turquoise, du 22 juin au 22 août 1994. Cette opération fut conduite à partir du Zaïre dans le sud-ouest et le Nord-Ouest du Rwanda.
Les minutes du conseil des ministres, étudiés par Pierre Favier et Michel Martin-Roland, puis par Pierre Péan, indiquent que le président François Mitterrand et le ministre des Affaires étrangères Alain Juppé étaient des partisans résolus d'une intervention, afin de sauver les vies qui pouvaient encore l'être. Le Premier ministre Édouard Balladur et le ministre de la Défense François Léotard craignaient un dérapage vers une opération coloniale, mais se sont ralliés à la position des deux premiers. Le but annoncé était de protéger, dans une « zone humanitaire sûre », les « populations menacées » aussi bien par le génocide que par le conflit militaire entre le FPR et le gouvernement intérimaire rwandais. La France revendique d'avoir protégé les 8000 Tutsi du camp de Nyarushishi, et d'avoir secouru 800 Tutsi à Bisesero près de Kibuye.
L'attitude réelle de l'armée française sur le terrain est l'objet de vives controverses, selon les périodes et les lieux de l'opération turquoise.
Joseph Ngarambe, qui a analysé pour le TPIR trois cents enregistrement vidéos, a indiqué :
« On y voit nettement l’affrontement entre extrémistes Hutus et l’armée française, après le démantèlement des barrières pour laisser passer les Tutsis. Les extrémistes se sont demandé s’ils devaient attaquer les Français. On voit les militaires français arriver dans le grand camp de Tutsis de Nyarushishi pour les protéger, on voit les évacuations, mais aussi comment les Français malmènent les FAR. »
Un gendarme français du GIGN a affirmé en 2005 dans Le Point et sur France Culture que les quinze premiers jours les militaires français sur le terrain avaient été informés par la France qu'il s'agissait des Tutsi qui massacraient les Hutu.
Des affrontements militaires ont eu lieu avec les soldats du FPR de Paul Kagame.
La classe politique française fut presque unanimement en faveur de cette opération. Valéry Giscard d'Estaing fut le seul homme politique français à critiquer ouvertement l'existence même de cette opération, le 7 juillet 1994 par des propos rapportés par le journal Le Monde: "« …Qu’est-ce qu’on va faire ?”, s’est interrogé l’ancien président de la République. “Il y a des Tutsi qui avancent. Est-ce qu’on va s’opposer à leur avance, de quel droit ?”, s’est-il exclamé. « Actuellement on a les Tutsi qui avancent, c’est-à-dire les victimes et on a derrière nous une partie de ceux qui ont procédé aux massacres… ». Les ONG ne s'associèrent pas tout de suite au rôle humanitaire que l'armée attendait d'elles.

### Les reproches faits à la France
Les militaires français ont reconnu avoir procédé, pendant l'opération Noroît, à des contrôles d'identités sur la base de la carte d'identité ethnique de la république rwandaise, qui précisait si la personne était Hutu, Tutsi ou Twa[réf. nécessaire]. Ils ont également reconnu avoir conseillé des officiers des FAR dans les combats contre le FPR pendant la guerre civile rwandaise[réf. nécessaire]. Des témoins affirment que des militaires français auraient pris part à ces combats[réf. nécessaire], ce que la France dément[réf. nécessaire].
La France, un des cinq membres permanents du Conseil de sécurité de l’ONU, est ainsi accusée pendant cette période d'avoir armé et aidé le régime. Des voix allèguent qu'en renforçant un camp qui allait devenir génocidaire la France aurait favorisé l'éclosion du génocide[réf. nécessaire].
Pour Pierre Péan et Bernard Lugan, le seul reproche qui peut être fait à la France est de ne pas être allée jusqu'au bout de sa logique, puisque, selon eux, ce seraient les attaques du FPR qui ont déclenché, en toute connaissance de cause, le génocide par les milices hutues, comme les attaques précédentes avaient déclenché, tout aussi sciemment, les premières exactions : la France aurait dû maintenir ses troupes en 1993, ne pas se laisser intimider, et rééditer ce qui avait été fait en 1990.[réf. nécessaire]
Des livraisons d'armes aux Forces armées rwandaises, sur l'aéroport de Goma, ville frontalière du Rwanda au Zaïre, auraient été effectuées jusqu'au 18 juillet 1994, interrogeant sur son rôle durant le génocide[réf. nécessaire]. L'une d'elles est établie sur la base d'une livraison effectuée par l'Égypte en 1992 qui aurait reçu la caution du Crédit lyonnais, alors banque publique, plus précisément de son agence à Londres. Le document produit par Human Right Watch[réf. nécessaire] ne mentionne qu'un blanc à côté de « la banque » se portant caution. Il y a bien eu, en revanche, une livraison par des trafiquants le 18 juillet, mais à cette date, Kigali était déjà tombée aux mains du FPR. La commission d'enquête citoyenne a recensé cinq livraisons dans ses documents collectés, mais un de ses témoins, le journaliste Franck Johannès parle de livraisons quotidiennes.
La France est également accusée d'avoir continué son soutien aux génocidaires pendant l'opération Turquoise[réf. nécessaire], ce que ses responsables réfutent en revendiquant une intervention humanitaire exemplaire[réf. nécessaire]. Humanitaire pour les uns, notamment au moment de l'épidémie de choléra dans les camps de réfugiés constitués aux Zaïre, cette opération fut vivement contestable pour les autres, car elle aurait selon eux facilité la fuite de responsables du génocide sans les désarmer, la continuation du génocide plus longtemps que dans le reste du pays et un déplacement massif de populations aux Zaïre (environ deux millions de personnes). Les autorités françaises accusent le FPR d'avoir provoqué la moitié de ces déplacements[réf. nécessaire], en refusant leur conseil de ne pas investir le nord-ouest du pays. Pour le FPR[réf. nécessaire], ces conseils sont une preuve de plus de la collusion française pendant le génocide, puisque essentiellement les militaires français demandaient au FPR de laisser une partie du pays aux milices génocidaires.

### La mission d'information parlementaire
À la suite d’une campagne de presse, notamment des articles du journaliste Patrick de Saint-Exupéry parus en 1994 et en 1998 dans le journal français Le Figaro, le parlement français décida d’examiner l’action de la France au Rwanda, par le moyen d’une Mission d'information parlementaire sur le Rwanda. Des ONG françaises auraient souhaité une mission d’enquête parlementaire, dont les pouvoirs juridiques sont plus étendus, pour rechercher la vérité. Après plusieurs mois de travaux, fondés sur des entretiens et l'étude de documents d'archives, le président de la mission parlementaire, l'ancien ministre des Armées Paul Quilès, conclura à la non culpabilité de la France (décembre 1998).

### Le resurgissement des reproches
Dix ans après, lors de l'année 2004, des livres, des films, des émissions de radio et de télévision ont ravivé les polémiques sur le rôle de la France au Rwanda. En mars 2004, le journal Le Monde diffusa des fuites du rapport Bruguière accusant Paul Kagame d'être l'auteur de l'attentat contre Juvénal Habyarimana. De leur côté, à l'initiative de l'association Survie, des ONG insatisfaites par les conclusions du rapport de la mission parlementaire sur le Rwanda, se sont auto-constitués en  commission d’enquête citoyenne. À l'issue d'une semaine de travaux à Paris leurs « conclusions provisoires » ont été lues le 27 mars 2004 lors d'un colloque qu'ils ont organisé dans l'enceinte de l'Assemblée nationale française, en présence d'un des deux rapporteurs du rapport parlementaire, l'ancien député Pierre Brana. Le 7 avril 2004, un grave incident diplomatique eut lieu entre le Rwanda et la France lors des commémorations du génocide à Kigali. Au cours des cérémonies, le président rwandais accusa publiquement la France de ne pas s'être excusée de son rôle au Rwanda et de prétendre participer malgré tout aux commémorations.
En juillet 2004, les ministres des Affaires étrangères des deux pays sont convenus de « partager un travail de mémoire » sur le génocide. Le Rwanda annonçait quelques jours plus tard: « le conseil des ministres a adopté le projet de loi organique portant création de la commission nationale indépendante chargée de rassembler les preuves de l'implication de la France dans le génocide perpétré au Rwanda en 1994 ». Le ministère des Affaires étrangères français « a pris acte » de la création de cette commission rwandaise. Cette commission a rendu public son rapport en août 2008.
Le 22 octobre 2004, le Tribunal pénal international pour le Rwanda demanda officiellement à la « République de France », de permettre à son ancien ambassadeur Jean Michel Marlaud et un de ses représentants militaires, l'officier Jean-Jacques Maurin, de répondre à la demande de la défense du cerveau présumé du génocide : le colonel Bagosora en cours de jugement. Le colonel Bagosora fut le premier officier rwandais ancien élève de l'École de guerre française. 
Le 27 novembre 2004, dans un débat télévisé sur France 3, après la projection du film «Tuez-les tous !» réalisé par trois étudiants de sciences politiques, le président de la mission parlementaire d'information pour le Rwanda, Paul Quilès envisagea pour la première fois que « la France demande pardon au peuple rwandais, mais pas à son gouvernement ».
En août 2008, à l'occasion de la publication du rapport de la Commission rwandaise sur l'implication de la France, le ministre rwandais de la justice a publié une liste de 33 personnalités françaises susceptibles d'être poursuivies pour complicité de génocide.

### Des suites judiciaires en France
Diverses plaintes ont été déposées en France contre des génocidaires présumés présents sur le sol français. Aucune n'a encore abouti. En juin 2004, la France a été condamnée à ce sujet pour la lenteur de sa justice par la Cour européenne des droits de l'homme.
Le 3 février 2005, la commission d’enquête citoyenne publie en librairie son rapport et un mémorandum juridique pour cadrer la question des poursuites juridiques éventuelles contre des responsables français. Entretemps, des plaintes ont été déposées devant la justice française par des Rwandais, qui se disent victimes de l'action de Français au Rwanda. Il s'agit notamment de viols qui auraient été commis au camp de Nyarushishi, dans la zone humanitaire sûre de l'opération Turquoise, par des soldats français.
Le 16 février 2005 plusieurs nouvelles plaintes ont été déposées devant la justice par maître Antoine Comte et maître William Bourdon à Paris au nom de plaignants rwandais. Les plaintes portent sur des actes de « complicités de génocide » de la part de responsables militaires français que la justice devra identifier. Ces plaintes sont également localisées dans la ZHS de l'opération Turquoise. Conformément au droit international et au droit français, les plaintes pour complicité de génocide sont imprescriptibles.
Le 14 novembre 2024, le tribunal administratif de Paris se déclare incompétent pour juger de la responsabilité de l'État français dans le génocide.
En décembre 2024, la cour d'appel de Paris confirme le non-lieu général rendu en octobre 2023 dans l'enquête sur l'inaction reprochée à l'armée française lors des massacres de Bisesero en 1994.

## Les États-Unis
Le rôle des États-Unis est directement inspiré de l'échec qu'ils venaient de subir lors de leur intervention en Somalie en 1993. L'objectif explicite de la politique américaine est alors de rester en dehors du conflit.
Pendant deux mois, d'avril à mai 1994, les dirigeants américains feront la guerre à l'emploi du mot « génocide » qui aurait obligé la communauté internationale à une intervention au Rwanda en vertu de la Convention pour la prévention et la répression du crime de génocide (adoptée par l'Assemblée générale des Nations unies le 9 décembre 1948). Elle fut incontestablement l'un des freins à l'efficacité de la Minuar pendant le génocide. Les États-Unis n'avaient pas payé ce qu'ils devaient à l'ONU, il n'y avait pas d'argent et, personne n'avait vraiment d'intérêt pour la force internationale. Edward S. Walker, Jr. (en) transmet le souhait de Madeleine Albright, ambassadrice américaine aux Nations unies, d'annuler la Minuar et de rapatrier les casques bleus.
Les États-Unis offrirent à Paul Kagame un stage de commandement militaire (Command Staff) à Fort Leavenworth au Kansas de juin à octobre 1990.[non pertinent]
En 2001, le gouvernement américain déclassifia des documents. Ceux-ci montrent, selon Samatha Power, que celui-ci a été assez tôt informé du génocide pour sauver des vies, mais a laissé passer plusieurs occasions d'intervenir.
En 1998, Bill Clinton en visite au Rwanda présentera des excuses pour n'avoir « pas fait autant que nous aurions pu et aurions dû faire pour essayer de limiter ce qui s'est passé ».

## L'Organisation de l'Unité africaine et les pays africains
L'OUA, aujourd'hui transformée en Union africaine, a fait un rapport sur le génocide en 2000.
Les pays qui entourent le Rwanda ont accueilli les réfugiés Tutsi qui fuyaient le Rwanda à partir de 1959. L'Ouganda est devenu le lieu de regroupement du Front patriotique rwandais qui décida de rentrer par la force au Rwanda en octobre 1990. La Tanzanie, à Arusha, abrita les négociations de paix entre le FPR et le régime Habyarimana, et ensuite le Tribunal pénal international pour le Rwanda.
Les événements du Burundi, très proche du Rwanda quant à la structure de sa population et par la colonisation, mais ayant eu une histoire différente après les indépendances, ont probablement eu une influence très importante sur les planificateurs du projet génocidaire.
Le génocide des Tutsi au Rwanda a été vivement ressenti en Afrique. Mais les Forces armées rwandaises, ex-FAR du régime génocidaire, et les milices Interahamwe ont trouvé refuge notamment au Zaïre. De nombreux responsables du génocide, des planificateurs recherchés par le Tribunal pénal international pour le Rwanda, ont trouvé refuge dans les pays d'Afrique. Certains ont été capturés et remis au TPIR.
En l'an 2000 un collectif d'écrivains africains se constitua pour écrire « par devoir de mémoire » sur le génocide des Tutsi au Rwanda.
Encore aujourd'hui l'Afrique des grands lacs, et plus particulièrement la République démocratique du Congo, subissent l'instabilité politique en partie provoquée par la présence des forces génocidaires en fuite et par le FPR. L'Afrique du Sud joue un rôle de plus en plus présent dans les efforts de pacification de cette région.

## L'Organisation des Nations unies
Au moment du génocide, le secrétaire général de l'ONU est Boutros Boutros-Ghali. Le rôle de l'ONU a été critiqué, notamment par la France[réf. nécessaire] et le Rwanda[réf. nécessaire]. L’ONU n’a pas fait d’enquête sur l’attentat qui a été le signal de départ du génocide. Pendant des semaines, la communauté internationale a laissé faire les tueries sans intervenir. La MINUAR, mission des Nations unies au Rwanda, dut se débrouiller pendant cette période dans des conditions que son commandant le général Roméo Dallaire a longuement relatées dans son livre J'ai serré la main du diable. En 1999, le Secrétaire général de l’ONU, Kofi Annan, a demandé un rapport sur les actions de l'ONU pendant le génocide à une commission indépendante. Les conclusions de ce rapport mentionnent que « l’intervention de l’Organisation des Nations Unies avant et pendant le génocide qui s’est produit en 1994 au Rwanda a échoué sous plusieurs aspects fondamentaux. Si l’Organisation des Nations Unies n’a pas pu empêcher et arrêter le génocide des Tutsi au Rwanda, la responsabilité en incombe à plusieurs acteurs, en particulier le Secrétaire général, le Secrétariat, le Conseil de sécurité, la MINUAR et les États Membres de l’Organisation. Cette responsabilité internationale justifie que l’Organisation et les États Membres concernés présentent des excuses sans équivoque au peuple rwandais. En ce qui concerne la responsabilité des Rwandais qui ont planifié, encouragé et exécuté les actes de génocide contre leurs compatriotes, les efforts doivent se poursuivre pour les traduire en justice — devant le Tribunal criminel international pour le Rwanda et devant les instances nationales au Rwanda. »

### Les raisons de l'échec
Le rapport demandé par Kofi Annan a souligné les points suivants :
 Une mauvaise évaluation de la situation : la signature des Accords d'Arusha en août 1993 a été accueillie avec optimisme. Les mandats de la MINUAR présupposaient le succès des accords de paix et à aucun moment, il n'a été envisagé une position de repli ou l'application d'un plan d'urgence dans le cas où le processus de paix échouerait, malgré les nombreux signes d'alerte dans le premier semestre 1994. Le fait que des rapports signalant des exécutions sommaires ou des risques de génocide n'aient pas été pris en compte souligne un manque de coordination des services de l'ONU, en particulier entre la Commission des droits de l'homme et le Département des opérations de maintien de la paix. Il en est résulté un sous-dimensionnement des effectifs et de l'équipement de la MINUAR, mais également une limitation trop restrictive de ses mandats. A titre d'exemple, la garantie concernant la zone libre d'armes de Kigali était confiée aux deux parties (gouvernement rwandais et FPR) et non à la MINUAR. L'interdiction faite à la MINUAR de procéder seule à des saisies de caches d'armes n'a pu être qu'un signal d'impunité lancé aux milices armées, et cette question aurait dû être présentée au Conseil de Sécurité. De même aurait dû être soulevée la menace contre le contingent belge. Le rôle neutre attribué à la MINUAR, légitime dans un processus de paix, était inadapté lorsque la crise éclata, et ni le Secrétariat de l'ONU ni le Conseil de Sécurité n'ont pu se mettre d'accord pour faire évoluer rapidement ce mandat. Dès le début des tueries le 7 avril 1994 et pendant plusieurs semaines, l'accent a été mis par l'ONU sur la recherche d'un cessez-le-feu, comme si les événements se limitaient à une reprise des hostilités par deux belligérants, sans prendre l'exacte mesure du caractère systématique du massacre de la population civile Tutsi. Ce sont souvent des ONG qui ont permis d'alerter les membres du Conseil de sécurité de ce qui se passait sur le terrain. Les risques de conflit et de tension n'ont pas été suffisamment pris en compte dans la période précédant le 6 avril.
Une désorganisation de la MINUAR : lors des graves événements qui suivirent l'attentat du 6 avril, la MINUAR s'est trouvée en plein désarroi et le commandant de la force s'est vite aperçu qu'il n'avait plus de pouvoir effectif sur ses troupes. Le contingent belge obéissait d'abord à sa ligne de commandement nationale, et le contingent bangladais a cessé de répondre aux ordres. La MINUAR a tenté de répondre aux demandes de protection de personnalités politiques recherchées par la garde présidentielle et menacées de mort, mais a parfois cédé trop facilement aux menaces des milices, abandonnant les personnes qu'elle devait protéger à leur sort. Ainsi, selon la famille de M. Ndasingwa, dirigeant du Parti libéral, les gardes postés devant sa maison se sont enfuis lorsque des membres de la Garde présidentielle sont arrivés. M. Ndasingwa, sa femme, ses enfants et sa mère ont tous été abattus. Cette désorganisation apparaît également lors de l'assassinat des dix casques bleus belges et du manque de communication au sein de la MINUAR qui a empêché celle-ci de prendre conscience du danger dans lequel ils étaient. Par ailleurs, la France, la Belgique, l'Italie et les États-Unis qui ont lancé des opérations d'évacuation de leurs ressortissants n'ont pas associé la MINUAR à ces opérations. La décision de la Belgique de retirer son contingent a été unilatérale, et le Bangladesh a été tenté de faire de même, menaçant la cohésion de la MINUAR.
Un Conseil de sécurité divisé : le Conseil de sécurité s'est trouvé divisé entre les tenants d'un retrait de la MINUAR, comme les États-Unis, et les partisans d'un renforcement de la MINUAR, en particulier le Mouvement des non-alignés. La décision de réduire à 270 hommes l'effectif de la MINUAR le 21 avril a été ressentie avec amertume au Rwanda. Le 29 avril, le Secrétaire général demande de réexaminer la question, mais pendant plusieurs semaines, le Conseil de sécurité se divise sur l'opportunité d'utiliser la force au titre du chapitre VII, ce qui exige un engagement en hommes et en matériel, ou celle de continuer à faire appel aux deux parties pour un cessez-le-feu et un retour au calme. Le refus d'utiliser le terme génocide, causé par l'absence de volonté d'agir, a perduré au sein du Conseil de sécurité, y compris au moment de définir le nouveau mandat de la MINUAR II au mois de mai. C'est seulement le 8 juin 1994 que le Conseil de sécurité de l'ONU utilise le terme « actes de génocide »,.
L'ONU en difficulté financière : durant les cinq années précédant l'opération de maintien de la paix au Rwanda, les activités de maintien de la paix s'étaient considérablement accrues au sein de l'ONU. Le département des opérations de maintien de la paix (DOMP) gérait alors 70 000 personnes dans le monde, et l'ONU avait alors un milliard de dollars de dette, ce qui explique le manque d'équipement de la MINUAR et les économies que le Secrétariat général cherchait à appliquer. Certains pays envoyaient leur contingent à la MINUAR sans équipement, comptant sur l'ONU pour le faire. Au début du génocide, les unités de la MINUAR disposaient tout au plus de deux jours d'eau, de nourriture ou de carburant.
Le syndrome de la Somalie : la Commission de l’ONU chargée d’enquêter sur la mort tragique des soldats de la paix en Somalie a publié un rapport au moment où commençait le génocide des Tutsi au Rwanda. Ce rapport concluait que « l’ONU devrait s’abstenir de toute nouvelle action d’imposition de la paix lors d’un conflit interne dans un État ». Ce rapport influença le Conseil de Sécurité sur sa réticence à envoyer des effectifs importants au Rwanda.

### Les décisions du Conseil de sécurité
- Le 12 mars 1993, la résolution 812 du Conseil de sécurité décide d’envoyer une force des Nations unies au Rwanda pour soutenir la dynamique des accords d’Arusha. Cette force, la MINUAR, arrive fin 1993 et les forces françaises de l’opération Noroît se retirent.
- En janvier 1994, le Rwanda obtint un siège au Conseil de sécurité[59]. Pendant toute la durée du génocide, ce représentant du Rwanda, dont le gouvernement conduisait le génocide, assistera aux débats du Conseil de sécurité.
- Avril 1994 : Après l’assassinat des dix casques bleus belges au début du génocide, la Belgique rappelle son contingent de 1200 hommes et divise par deux l’effectif de la MINUAR. Cette décision sera soutenue à l’unanimité par le Conseil de sécurité le 21 avril 1994 (résolution 912) qui ramènera l’effectif de la MINUAR à 270 hommes.
- Le 17 mai, après la militance de la plupart des membres du Conseil de sécurité, en particulier des É.-U., pour refuser de parler de génocide, le Conseil de sécurité se ravise et décide par la résolution 918 de lancer une MINUAR II d’un effectif de 5500 hommes qui devra entrer en action vers le 22 août 1994 en invoquant des contraintes techniques de préparation. En même temps un embargo sur les armes est décrété[60].
- La France invoquera ce délai[61] pour obtenir du Conseil de sécurité l’intervention de l’opération Turquoise le 22 juin 1994 (Résolution 929) qui confirmera qu’il était possible d’envoyer une opération d’envergure beaucoup plus rapidement[réf. nécessaire].
- Le 28 juin 1994 le rapporteur de la commission des droits de l’homme de l’ONU dévoile son rapport et confirme l’existence d’un génocide[réf. nécessaire].
- Le 4 juillet 1994, alors que le FPR prend Kigali et met fin au génocide dans la partie qu’il contrôle, la France décrète la ZHS, zone humanitaire sûre, dans le sud ouest du Rwanda, où les génocidaires ne seront pas efficacement combattus selon le rapport des députés français en 1998[réf. nécessaire].
- Le 1er juillet 1994, le Conseil de sécurité mandate le secrétaire général de l'ONU de créer une commission d'enquête sur les crimes et actes de génocide commis au Rwanda[62]. Le 1er octobre, un rapport intermédiaire de cette commission stipule que « des actes de génocide ont été commis à l’encontre du groupe tutsi par des éléments hutus agissant de manière concertée, planifiée, systématique et méthodique.  Ces exterminations massives, perpétrées contre le groupe tutsi comme tel, constituent un génocide au sens de l’article II de la Convention pour la prévention et la répression du crime de génocide. »[63]
- Le 22 août la MINUAR II entre en action et la France se retire[réf. nécessaire].
- Le 8 novembre 1994 le Conseil de sécurité décide dans sa résolution 955 de la création du Tribunal pénal international pour le Rwanda, appelé à juger les crimes de génocide commis au Rwanda[64].
- La Minuar sera dissoute et quittera le Rwanda en mars 1996.

### Réflexions des acteurs onusiens impliqués
Kofi Annan, qui n’était pas encore secrétaire général de l’ONU, a été très marqué par le génocide. Il était alors sous-secrétaire général au « Domp » (Département des opérations de maintien de la paix), service de l’ONU qui avait la responsabilité du suivi des relations avec la Minuar. Dans son discours du 7 avril 2004, à l’occasion du dixième anniversaire du génocide, il a fait part des préoccupations particulières que lui inspirent les événements du Rwanda dans la prévention indispensable des conflits armés et des génocides.
Dans son rapport « Aucun témoin ne doit survivre », HRW souligne les écarts d’appréciation au moment du génocide entre le général Dallaire et Jacques-Roger Booh Booh, le responsable diplomatique de la Minuar. Selon l’association, au moment du génocide, les communications sur les événements du Rwanda de Jacques-Roger Booh Booh étaient très éloignées de la réalité, contrairement à celles de Roméo Dallaire, et ont probablement contribué à la mauvaise information du Conseil de sécurité.
Dans son livre J'ai serré la main du diable, le général Dallaire, commandant la MINUAR, exprime le manque de moyens récurrent dont souffrait sa mission et la limitation des mandats qui lui étaient attribués. Il décrit les scènes atroces qu'ont dû supporter ses soldats. Il critique Jacques-Roger Booh Booh, représentant spécial du Secrétaire général de l'ONU, dont il n’appréciait guère les méthodes. Il critique également l’action de la France au Rwanda.
En mars 2005, Jacques-Roger Booh Booh publie un livre édité en France, critiquant très durement son ancien subordonné.

## Les organisations non gouvernementales
Les ONG ont pris le génocide des Tutsi au Rwanda de plein fouet. Certaines, comme la Fédération internationale des droits de l'homme ou l’association française Survie, avaient donné l’alerte au moins un an avant.

### Médecins du Monde et Médecins sans frontières
Face aux événements les médecins furent submergés. Médecins du monde et Médecins sans frontières avaient des missions sur place. Médecins sans frontières employait plusieurs centaines de Rwandais. Une très grande partie d’entre eux furent massacrés devant des occidentaux impuissants. Le staff français de Médecins sans frontières aura une action médiatique extrêmement critique contre les autorités françaises en avril et mai 1994 et se déplaça à l’ONU. Leur appel restera célèbre : « On n'arrête pas un génocide avec des médecins. »
Lors de l’opération Turquoise de la France, à la fin du génocide, un clivage se creusa entre les ONG qui acceptaient l’intervention et celles qui s’en méfiaient. Les autres sections nationales de Médecins sans frontières ne partageaient pas toutes l’approche de la section française. Les militaires français, qui comptaient sur les ONG pour « faire de l’humanitaire », déplorèrent leurs réticences. Ces réticences furent partiellement vaincues lorsque le choléra éclata dans les camps de réfugiés et qu’il fallut porter secours aux réfugiés malades. Mais en novembre 1994, Médecins sans frontières quitta à nouveau les camps, affirmant que les extrémistes hutus s’étaient imposés par la force dans les populations réfugiées au Zaïre.

### Human Rights Watch
Human Rights Watch publia un rapport en mai 1994. En 1999, HRW et la Fédération internationale des droits de l'homme publièrent un rapport commun de 800 pages, Leave None to Tell the Story, traduit Aucun témoin ne doit survivre en français.

### Autres
En 1998 en France des Comités Vérité sur le Rwanda furent initiés pour tenter d’obtenir en vain du parlement qu’il fasse une commission d’enquête sur l’implication de la France au Rwanda au lieu d’une mission d’information.
En 2004 des ONG constituèrent avec diverses personnalités une Commission d'enquête citoyenne sur l'implication de la France au Rwanda qui déboucha sur un rapport de 600 pages : L'horreur qui nous prend au visage et un ouvrage sur la faisabilité de la mise en cause juridique  de responsable français devant la justice : Imprescriptible.
Pierre Péan a critiqué le rôle de ces ONG. Dans son livre sur le Rwanda, Pierre Péan estime que le FPR a développé une stratégie de communication très efficace qui en France serait relayée par Survie qu'il qualifie de "Cabinet noir du FPR en France". Il stigmatise notamment le rôle de Jean Carbonare, ancien président de Survie, qui après le génocide et la mise en cause de la France par son association, a travaillé sur des projets de reconstruction au Rwanda avec le président de la République Pasteur Bizimungu. Selon Pierre Péan, Jean-Marie Vianney Ndagijimana, ministre des Affaires étrangères du Rwanda entre juillet et octobre 1994 aurait déclaré : « Carbonare a été l’œil de Kagame auprès de Bizimungu et des membres du gouvernement qui ne faisaient pas partie du premier cercle de Kagame». Des historiens et sociologues comme André Guichaoua et Claudine Vidal estiment que Pierre Péan a eu raison de dénoncer ces réseaux, mais se sont démarqués du caractère non scientifique de son livre. Survie conteste vigoureusement cette thèse qu'elle estime animée par un négationnisme de la complicité française dans le génocide des Tutsi.